# Camenta exsecata
Camenta exsecata är en skalbaggsart som beskrevs av Frey 1976. Camenta exsecata ingår i släktet Camenta och familjen Melolonthidae. Inga underarter finns listade.